# مایک برایان
 مایک برایان (انگلیسی: Mike Bryan؛ زاده ۲۹ آوریل ۱۹۷۸) تنیس‌باز اهل ایالات متحده آمریکا است.